# Островский, Дмитрий Васильевич
Дми́трий Васи́льевич Остро́вский  (1875, Ведлозеро, Олонецкая губерния — 2 марта 1920, Петрозаводск, РСФСР) — русский краевед, этнограф, священник, статский советник, кандидат богословия.

## Биография
Родился в семье дьякона Ведлозерской Николаевской церкви.
C 1882 г. проживал в с. Виданы, куда был назначен священником его отец.
В 1895 г. окончил Олонецкую духовную семинарию, в 1899 г. — Московскую духовную академию.
С октября 1899 г. — преподаватель церковного пения, литургики, гомилетики, практического руководства пастырей и французского языка Олонецкой духовной семинарии, закона Божия в Екатерининской церковно-приходской школе Петрозаводска.
В 1902 г. назначен олонецким епархиальным противораскольническим миссионером, членом Олонецкой духовной консистории.
С 1902 г. — заведующий Олонецким епархиальным древлехранилищем, член главного совета Александро-Свирского братства
С 1907 г. — учитель Закона Божия в Олонецкой губернской мужской гимназии и Мариинской женской гимназии.
Написал ряд статей по истории старообрядчества, в том числе исследование «Выговская пустынь и ее значение в истории старообрядческого раскола».
Являлся одним из руководителей Карельского православного братства (в том числе членом комиссии при братстве для испытаний в знании карельского языка кандидатов в клир), членом Олонецкого епархиального учительского совета, Олонецкого губернского попечительства детских приютов ведомства императрицы Марии, Олонецкого отдела императорского православного Палестинского общества, православного братства при церкви Олонецкой императора Александра Благословенного гимназии.
Был попечителем Виданской церковно-приходской школы.
С 1918 г. — заведующий Олонецким церковно-историческим музеем.
Составил «Опись памятников церковной старины, хранящихся в Олонецком губернском церковно-историческом музее».
Член Олонецкого губернского статистического комитета и Общества изучения Олонецкой губернии.
Скончался от тифа в 1920 г. в Петрозаводске.